# Grupo Cañaveral
Grupo Cañaveral ist eine mexikanische Cumbia–Band, die 1995 von dem gebürtigen Kolumbianer Humberto Pabón in Mexiko-Stadt gegründet wurde. Bereits nach drei Jahren konnte die Gruppe drei Goldene Schallplatten vorweisen und hatte im Laufe der Zeit Hits wie No mientas más, No te voy a perdonar und Flor de mayo. 2010 stieg Emir Pabón, ein Sohn des Gründers, als Frontsänger ein und konnte mit Hui pi pi einen weiteren Hit landen.

## Diskografie

### Alben
| Jahr | Titel                     | Höchstplatzierung, Gesamtwochen, AuszeichnungChartsChartplatzierungen (Jahr, Titel, Platzierungen, Wochen, Auszeichnungen, Anmerkungen) | Anmerkungen                                                                          |
| Jahr | Titel                     | MX | Anmerkungen                                                                          |
| ---- | ------------------------- | --- | ------------------------------------------------------------------------------------ |
| 2011 | Disco Cumbia México       | MX9 ×2Doppelplatin · (62 Wo.)MX | Erstveröffentlichung: 11. September 2011                                             |
| 2013 | Disco Cumbia México Vol.2 | MX3 ×3Dreifachplatin · (14 Wo.)MX | Erstveröffentlichung: 2013                                                           |
| 2014 | Juntos Por La Cumbia      | MX3 ×4Vierfachplatin · (97 Wo.)MX | Erstveröffentlichung: 4. November 2014 mit Los Ángeles Azules Charteinstieg US: 2016 |
| 2016 | Fiesta Total              | MX— GoldMX | Erstveröffentlichung: 16. Dezember 2016                                              |

### Singles
- 2018: Por un Caminito (En Vivo) (Leo Dan feat. Grupo Cañaveral, MX: Gold)